# 112320 Danielegardiol
112320 Danielegardiol è un asteroide della fascia principale. Scoperto nel 2002, presenta un'orbita caratterizzata da un semiasse maggiore pari a 2,6588301 au e da un'eccentricità di 0,1581761, inclinata di 17,44662° rispetto all'eclittica.